# Canna liliiflora
Canna liliiflora (una de varias especies llamadas achiras) es una planta herbácea, perenne y rizomatosa nativa de Sudamérica y perteneciente a la familia de las Cannáceas. 

## Descripción
Planta herbácea, robusta, rizomatosa, con tallos de 2,5-3 m de altura. Las hojas son oblongas, en posición subhorizontal en lugar de erectas y verticales como en otras especies del mismo género, de 90 a 120 cm de longitud y 45 cm de ancho, de ápice acuminado y glabras. La inflorescencia es simple o ramificada, con flores solitarias. Los sépalos son linear oblongos, verdes, obtusos, tan largos como el tubo de la corola; corola de 12 a 14 cm de largo, normalmente blanca, con pétalos oblongo lineares. El tubo es de 5 a 8 cm de longitud. Los estaminodios son tres, desiguales, de 10 a 12 cm de longitud, unidos parcialmente en un tubo, con la parte libre obovada; labelo similar a los otros estaminodios, pero más fuertemente recurvado, obovado lanceolado. El fruto es una cápsula de unos 3 cm de largo. Es nativa de Bolivia.